# Sota (ロボット)
Sota（ソータ）は人と関わるロボットを広く普及させる目的で作られたテーブルトップタイプの小型ヒューマノイドロボット。日本のヴイストン、日本電信電話、NTTデータにより共同開発されている。

## 概要
和歌山大学石黒浩教授(現在は大阪大学)とヴイストン(石黒浩教授を中心として設立された産学ベンチャー）は
科学技術振興機構の戦略的創造研究推進事業「石黒共生ヒューマンロボットインタラクションプロジェクト」として普及型ロボット「Sota（ソータ）」と研究者向けロボット「CommU（コミュー）」を発表した。名前の由来はそれぞれSocial Talker、:Communication Unityを略したものであり、この2体のデザインはヴイストンの顧問も務めているロボットクリエイター高橋智隆が手がけている。2015年からはNTTグループも協力し、高齢者支援サービスの実証実験やクラウド型マルチデバイスインタラクションサービス実験、顧客対応支援実験等が行われている。

## 販売
- 2015年7月28日から8月21日まで第1回デベロッパー向け先行販売が開始された。Edison版（YoctoLinux）とRaspberry Pi版（Raspbian）があり、どちらも販売価格は本体価格99,900円（税込）とオプション契約の24ヶ月保守サービス51,840円(税込)であった。
- 2015年12月2日から第2回デベロッパー向け先行販売が開始され、本体価格が108,000円（税込）に改定された。
- 2016年9月1日からNTT東日本がAI機能「ロボコネクト」と組み合わせて介護事業者をメインターゲットに販売を開始[1]。価格10万円に初期費用5万1800円、年間使用料5万400円（税別）[1]。初年度の販売目標は250台で将来的には全国約7万の介護施設に1万台程度納入することを目標にしている。[2]

## 沿革
- 2015年1月20日 - 社会的対話ロボット「CommU」と「Sota」を発表[3]
- 2015年3月24日 - 特別養護老人ホーム「フローラ田無」でNTTデータと「高齢者支援サービス」の実証実験を開始[広報 1][4]
- 2015年7月28日 - NTTデータとセンサーとロボットを連携させた共同実験を開始[広報 2]
- 2015年7月28日 - 「Sota」第1回デベロッパー向け先行販売の予約受付を開始[5]
- 2015年11月13日 - りそな銀行豊洲支店で顧客対応支援の実験を開始[広報 3]
- 2015年11月24日 - ロボットスタートとヴイストン業務提携[広報 4]
- 2015年12月2日 - 「Sota」第2回デベロッパー向け先行販売の予約受付を開始
- 2016年4月28日 - NTTデータが岩手銀行、福井銀行、京都銀行店頭において実証実験開始[広報 5]
- 2016年9月1日 - NTT東日本より販売開始予定[6]

## 仕様
| テクニカル・スペック | テクニカル・スペック                 |
| -------------------- | ------------------------------------ |
| 外形                 | 280(H)×140(W)×160(D) mm              |
| 重量                 | 763 g                                |
| 自由度               | 合計8自由度(胴体1軸、腕2軸x2、首3軸) |
| CPU                  | Intel(R) Edison、Raspberry Pi2 TypeB |
| OS                   | YoctoLinux、Raspbian                 |
| プログラミング言語   | VstoneMagic、Java                    |
| 通信方式             | WiFi、Bluetooth、USB×2、電源コネクタ |

## 導入事例
- りそな銀行
  - 豊洲支店(2015年11月15日)
- 岩手銀行
- 福井銀行
- 京都銀行
  - 下鴨支店(2016年5月12日)[7]

## Sotaをベースにしたロボット
- Kibiro[広報 6]
- MEEBO[8]

#### 広報資料・プレスリリースなど一次資料
1. ↑  “コミュニケーションロボットを活用した「高齢者支援サービス」の実証実験を開始”.   NTTデータ (2015年3月24日). 2015年12月20日閲覧。
2. ↑  “センサーとロボットを連携させた「人の可能性を広げる」新たなサービスの実現に向けた共同実験を開始”.   NTT (2015年7月28日). 2015年12月20日閲覧。
3. ↑  “金融機関店舗においてコミュニケーションロボットによる「顧客対応支援」に向けた共同実証実験を開始”.   NTTデータ (2015年11月13日). 2015年12月20日閲覧。
4. ↑  “ロボットスタート、ヴイストンと業務提携～コミュニケーションロボットSotaの一般販売に向けて様々な取り組みを開始?”.   PR Times (2015年11月24日). 2015年12月20日閲覧。
5. ↑  “岩手銀行、福井銀行、京都銀行でコミュニケーションロボット「Sota™」の実証実験開始”.   NTTデータ (2016年4月26日). 2016年4月30日閲覧。
6. ↑  “UBICとヴイストン、人工知能により、知識だけでなく、好みや感覚を理解する生活密着型ロボット「Kibiro」を開発”.   PR Times (2015年11月17日). 2015年12月20日閲覧。